# Воскресенский собор (Волоколамск)
Собор Воскресения Христова (Воскресенский собор) — православный храм в городе Волоколамске Московской области, главный храм Волоколамского благочиния Одинцовской епархии Русской православной церкви. Памятник раннемосковской архитектуры XV века.
Главный престол освящён в честь Воскресения Христова; приделы (не восстановлены) в честь святителя Николая, в честь преподобного Иосифа Волоцкого, в честь праздника Сретения Господня.

## История
В 1462 году Василий Темный выделил Волок Ламский и соседние волости в отдельный удел и передал его своему младшему сыну Борису. Став удельным князем Волоцкого княжества, Борис Васильевич Волоцкий начал активно укреплять и застраивать свою новую столицу. Повышению обороноспособности города способствовали пять укреплённых монастырей и расположенный на высоком холме в центре города Волоколамский кремль.

### Строительство храма
Собор Воскресения Христова был построен на территории Волоколамского кремля по заказу князя Волоцкого около 1480 года (точная дата не установлена). Четырёхстолпный храм с трехапсидным алтарём, построенный из белого камня, стоит на высоком подклете и венчается небольшой главой со шлемовидным куполом. Украшенные терракотовым фризом фасады храма состоят из трёх широких прясел, разделённых лопатками. Центральные прясла украшены перспективными порталами. Первоначально к порталам вела галерея-гульбище, разобранная к настоящему времени. В верхней части храма расположены окна-бойницы, украшенные перспективными наличниками. Часть этих окон в настоящее время заложена.
Начиная с XVII века верхняя часть Воскресенского собора несколько раз перестраивалась. В 1693 году, во время одной из таких перестроек, позакомарное покрытие было заменено на четырёхскатную кровлю. В 1742 году, с целью устройства в подклете тёплой (зимней) церкви, была частично перестроена нижняя часть храма — пробит вход в западном фасаде, к которому была пристроена крытая паперть, растесаны дополнительные окна. Впервые собор был расписан в 1480—1490-х годах, небольшая часть этих росписей сохранилась на северо-восточном столбе храма. Основная часть сохранившейся росписи относится к XIX веку.

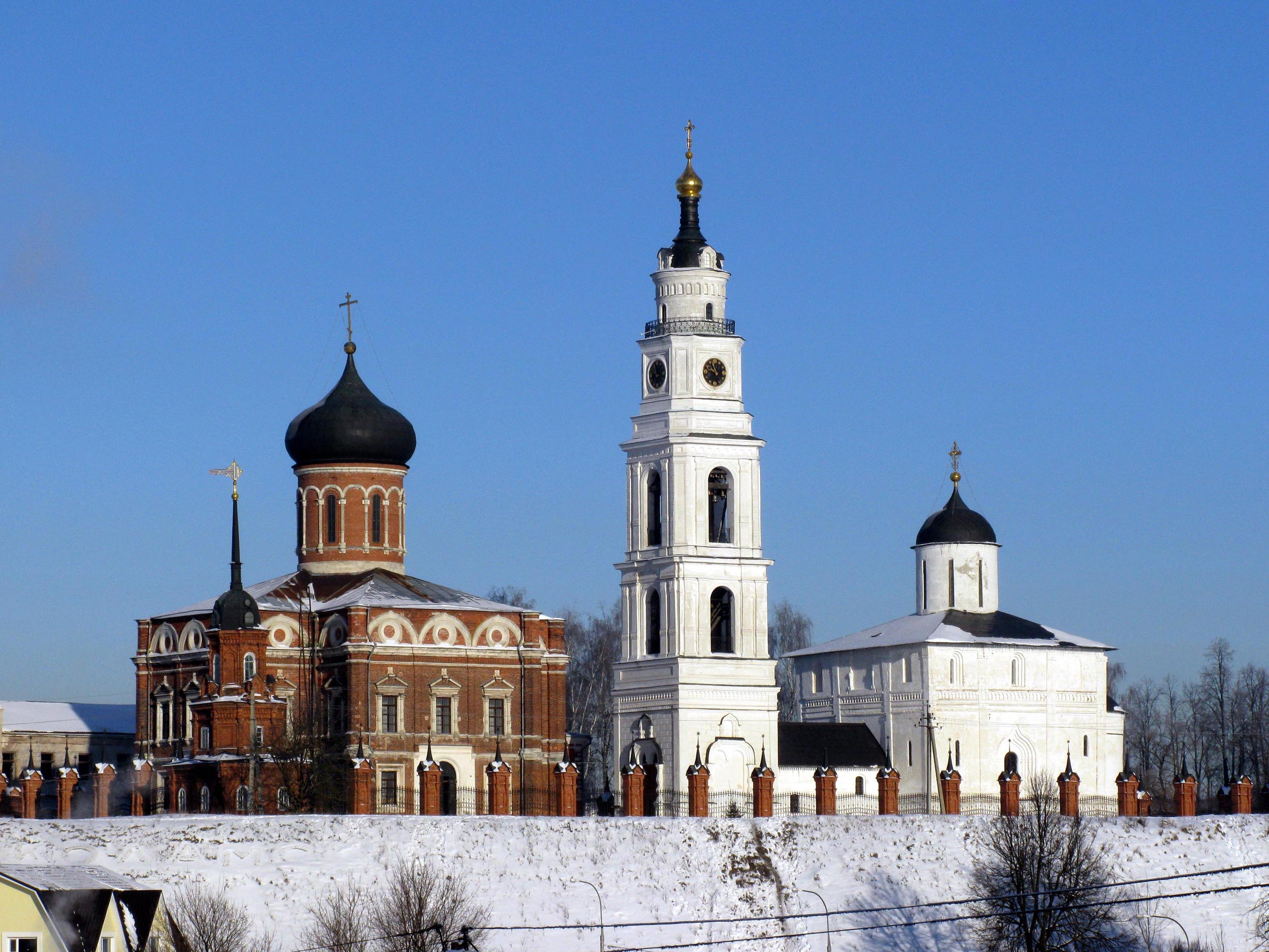
Волоколамский кремль

Первая колокольня рядом с Воскресенским собором была построена 1758 году. В 1790 году колокольню и собор соединили крытой лестницей. В конце XVIII века была построена новая колокольня в стиле классицизма. К этому же времени относится постепенное исчезновение деревянно-земляных оборонительных сооружений Волоколамского кремля, в настоящее время о них напоминают только остатки земляной насыпи.
В 1862 году рядом с Воскресенским собором было закончено строительство Никольского собора. Место строительства и форма Никольского собора были рассчитаны таким образом, чтобы два стоящих рядом храма представляли собой единый комплекс. С этой же целью в 1880-х годах между двумя соборами была построена новая колокольня. Хорошо сохранившаяся до настоящего времени высокая пятиярусная колокольня была построена по проекту архитектора Н. П. Маркова. В это же время соборный комплекс был обнесён металлической оградой с кирпичными столбами и угловыми башнями. В 1899 году по проекту архитектора И. П. Машкова был изменён фасад южной стороны собора, осуществлена реставрация, пристроен придел.

### Советский период
Воскресенский собор был закрыт в 1930 году. В 1944—1947 годах на территории соборного комплекса был устроен лагерь для немецких военнопленных. В последующие несколько лет храм оставался заброшенным. В 1960-х годах волоколамский соборный комплекс попал в программу по реставрации памятников архитектуры. После проведения восстановительных работ здесь в 1989 году был устроен музейно-выставочный комплекс, включающий Воскресенский и Никольский соборы, колокольню, двухэтажный выставочный зал и четыре угловые башни, юго-восточная из которых является Благовещенской часовней.
С 1993 года при поддержке Волоколамской администрации и прихода храма Рождества Богородицы в соборе начались богослужения, а в 2000 году был зарегистрирован православный приход. В настоящее время Воскресенский собор совместно используется верующими и музейно-выставочным комплексом. Директор МВК «Волоколамский кремль» (с 2009 года) — Виктор Леонидович Ивченков.
Настоятелем Воскресенского собора (на 2009 год) является протоиерей Константин Попов. С 2010 года в храме служит иерей Михаил Сергеевич Завитаев.

## Фотографии

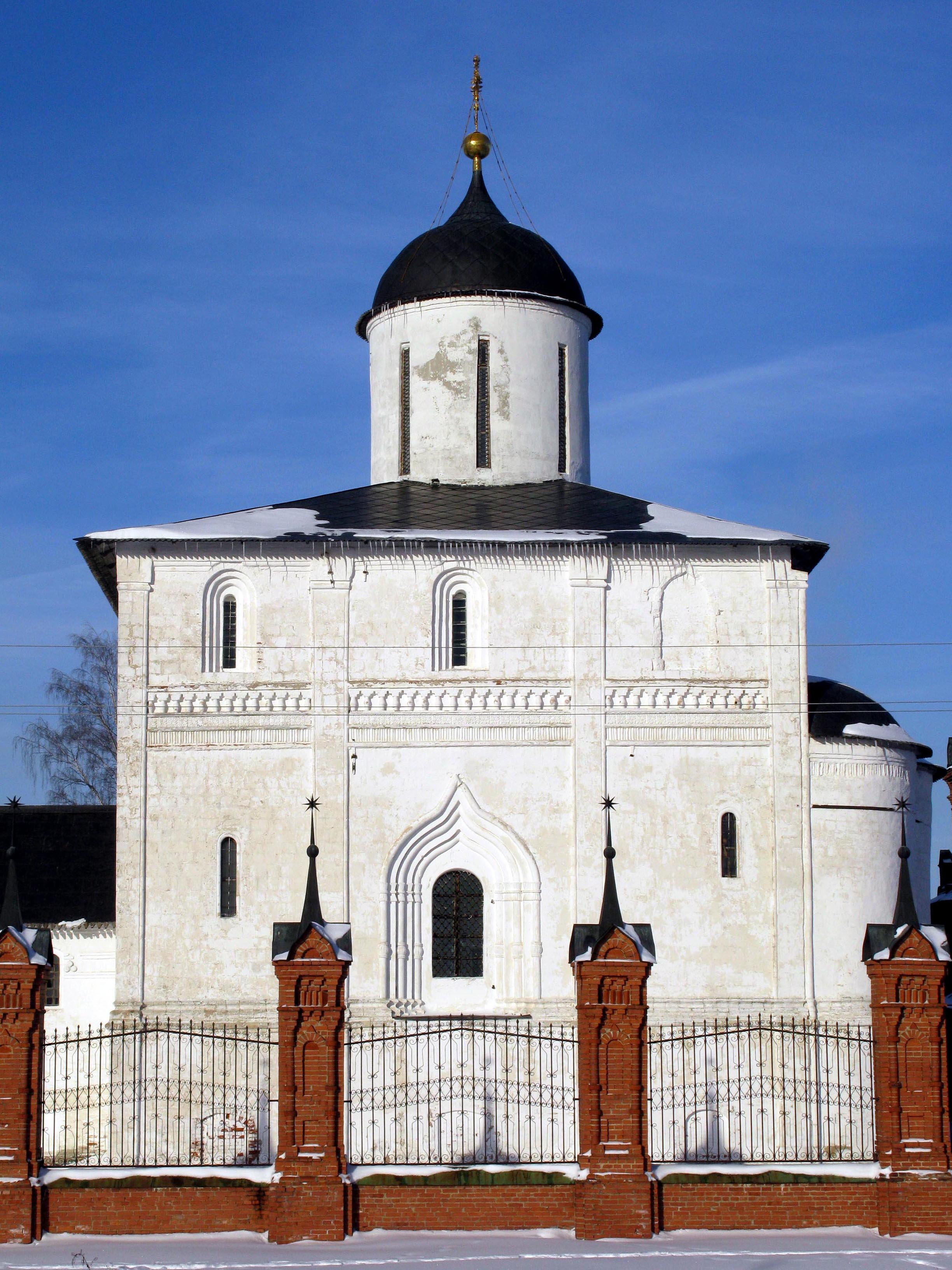
Воскресенский собор
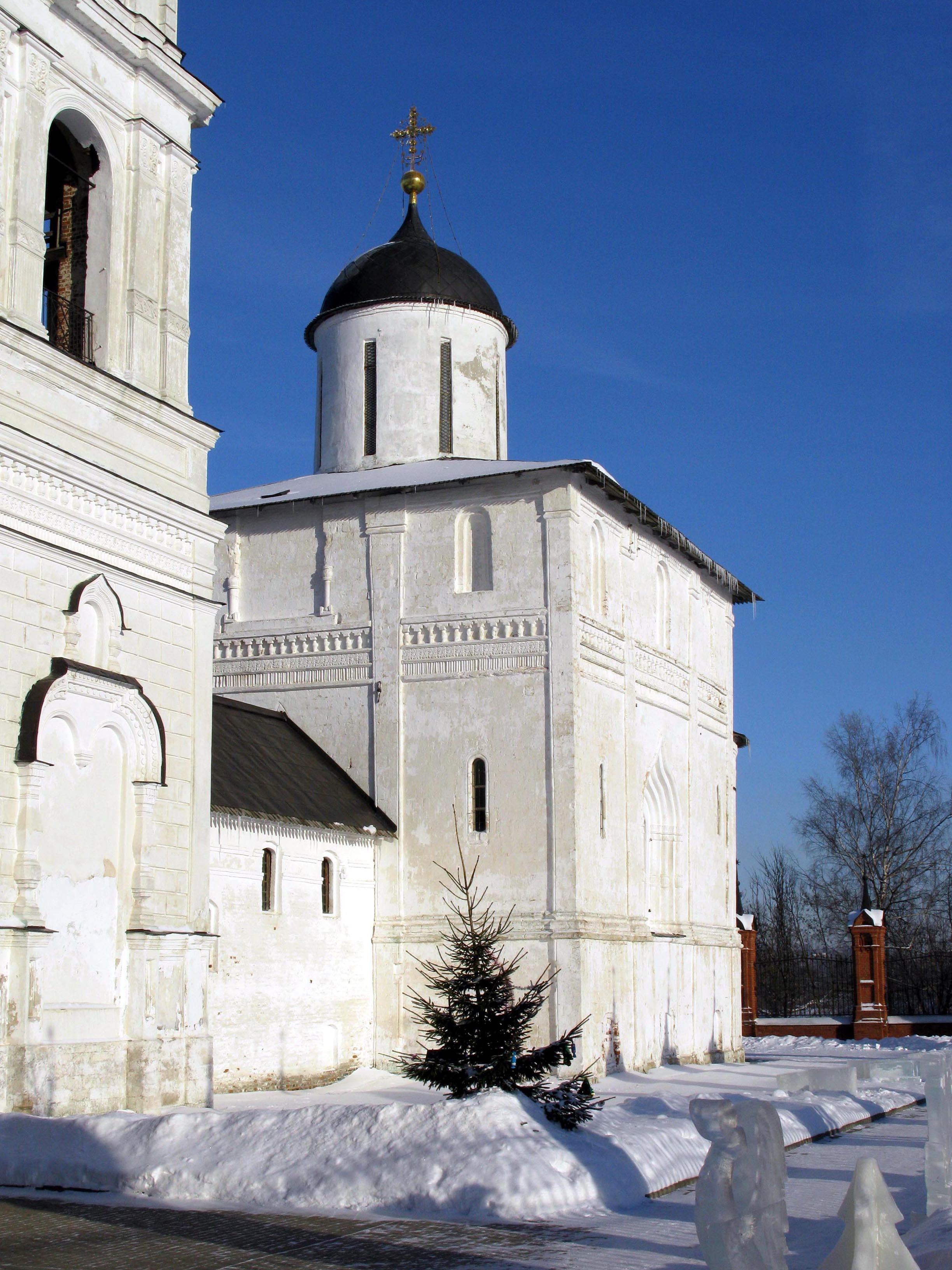
Воскресенский собор
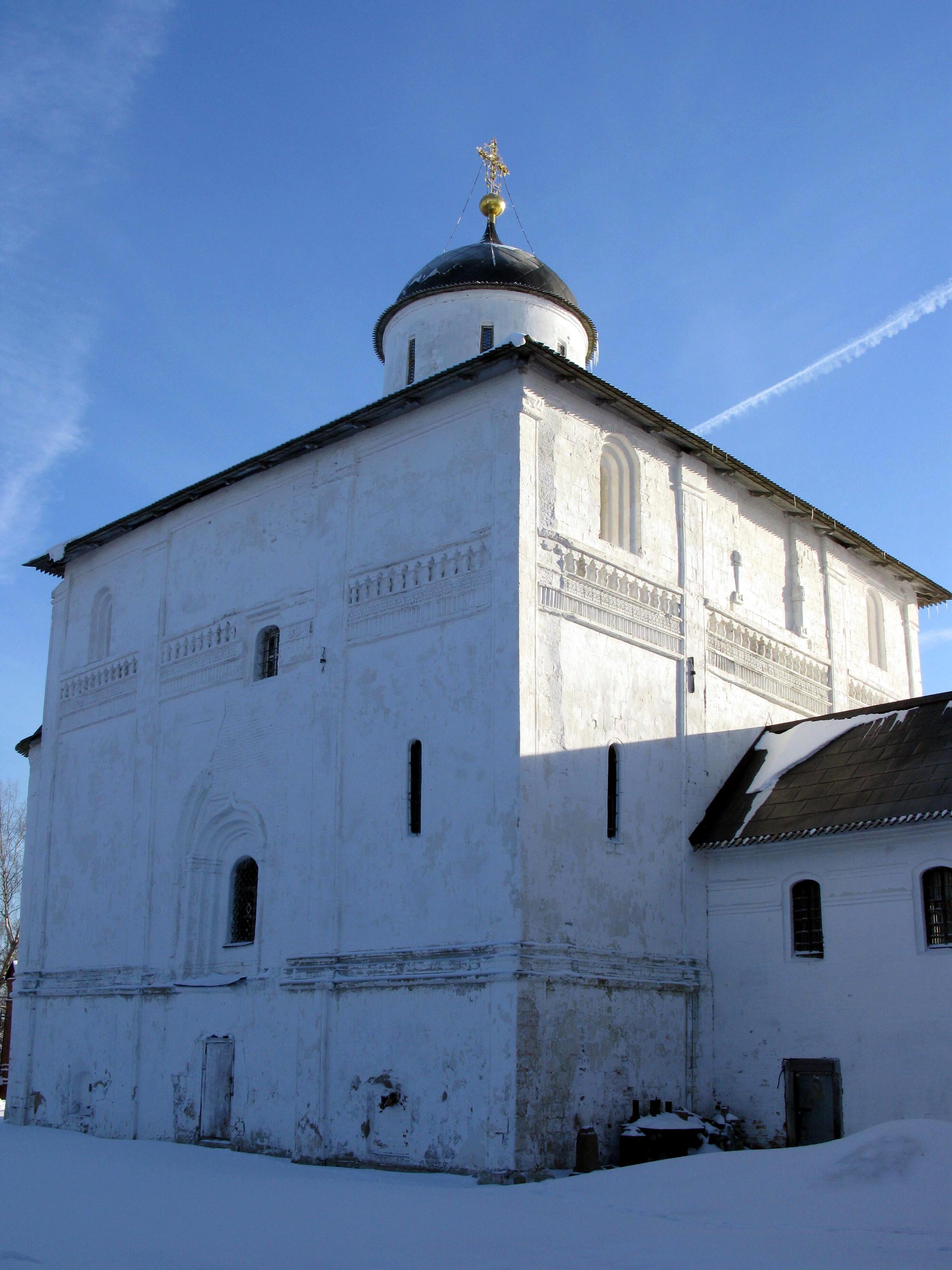
Воскресенский собор
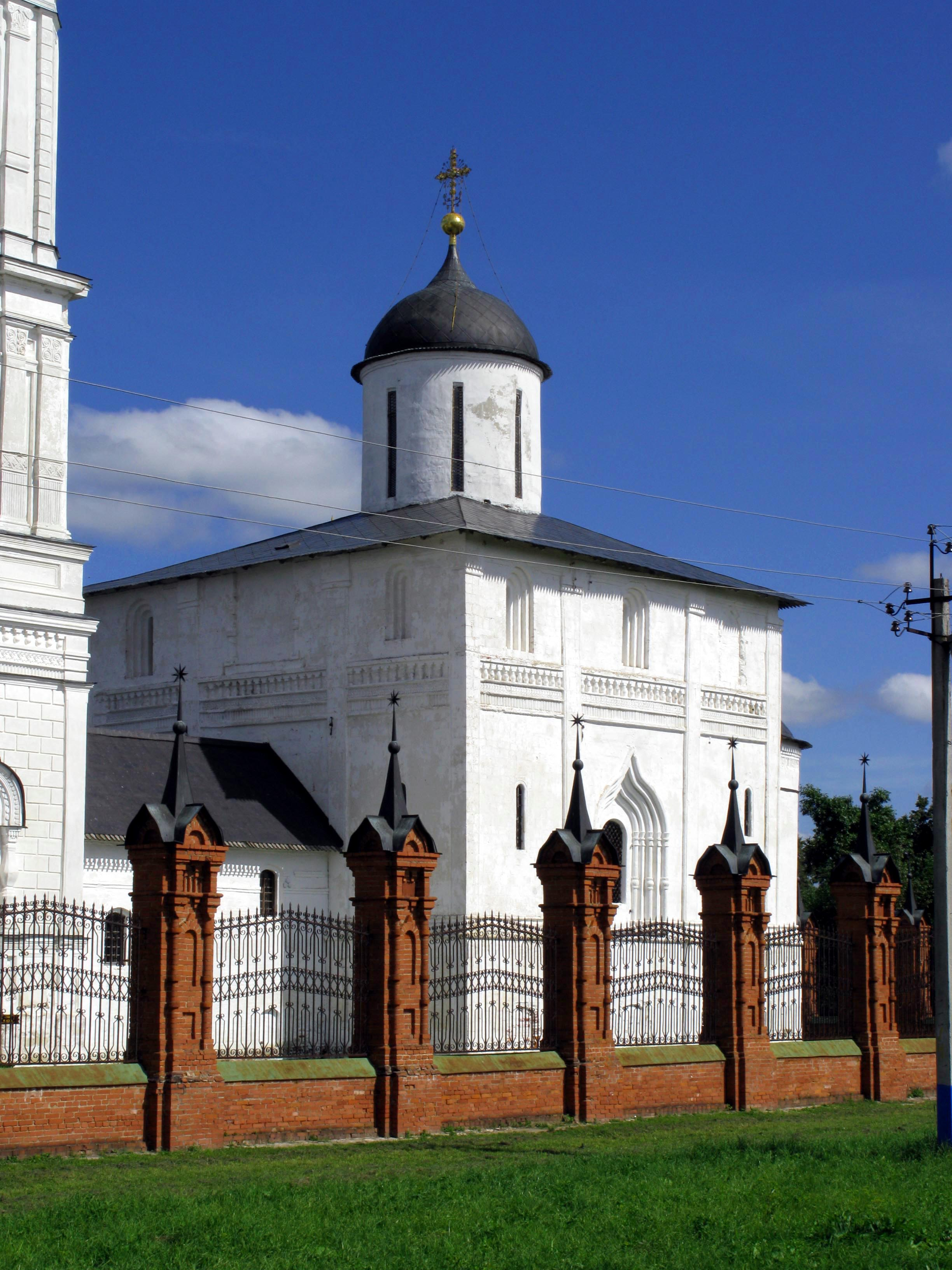
Воскресенский собор
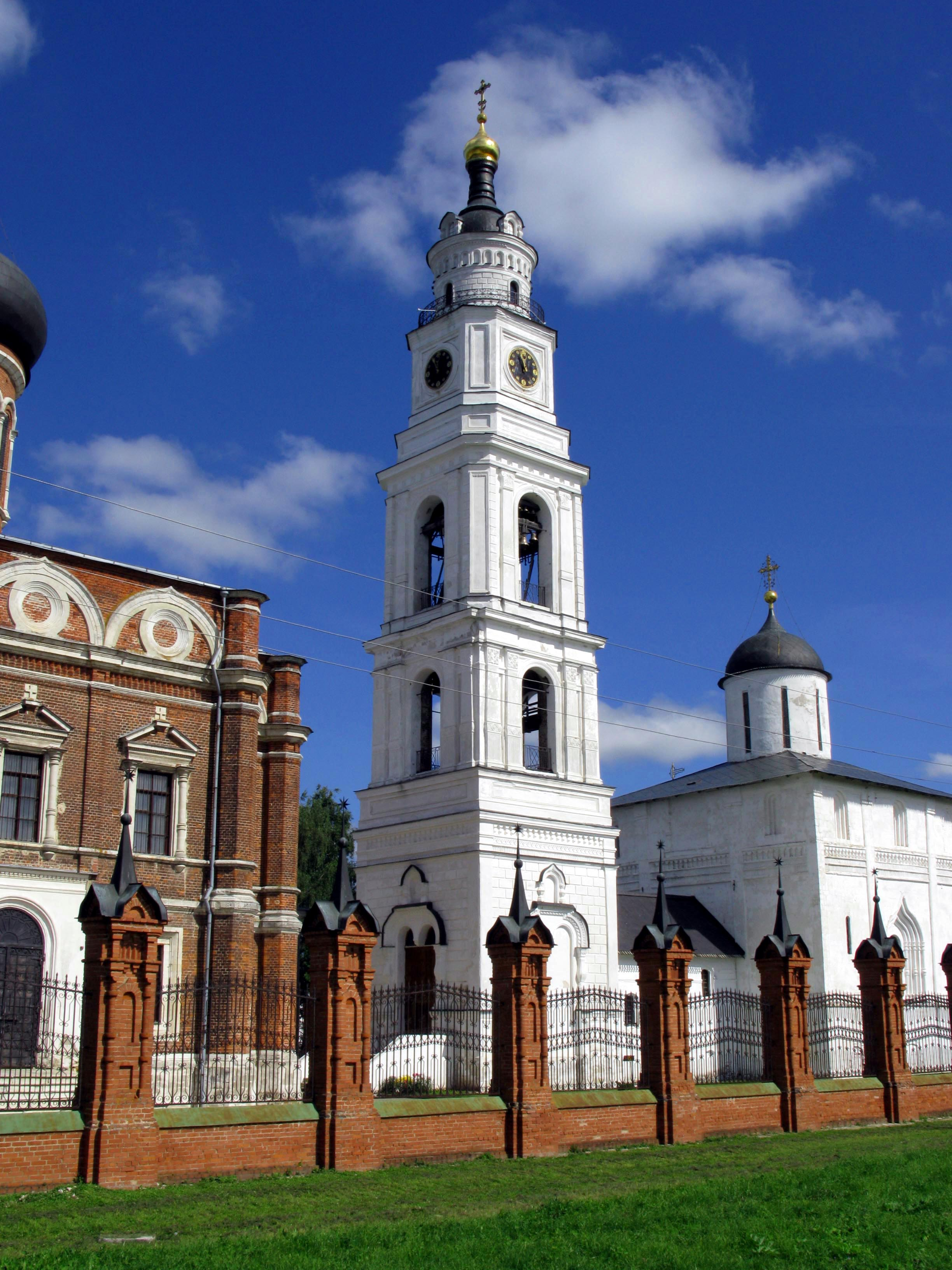
Воскресенский собор
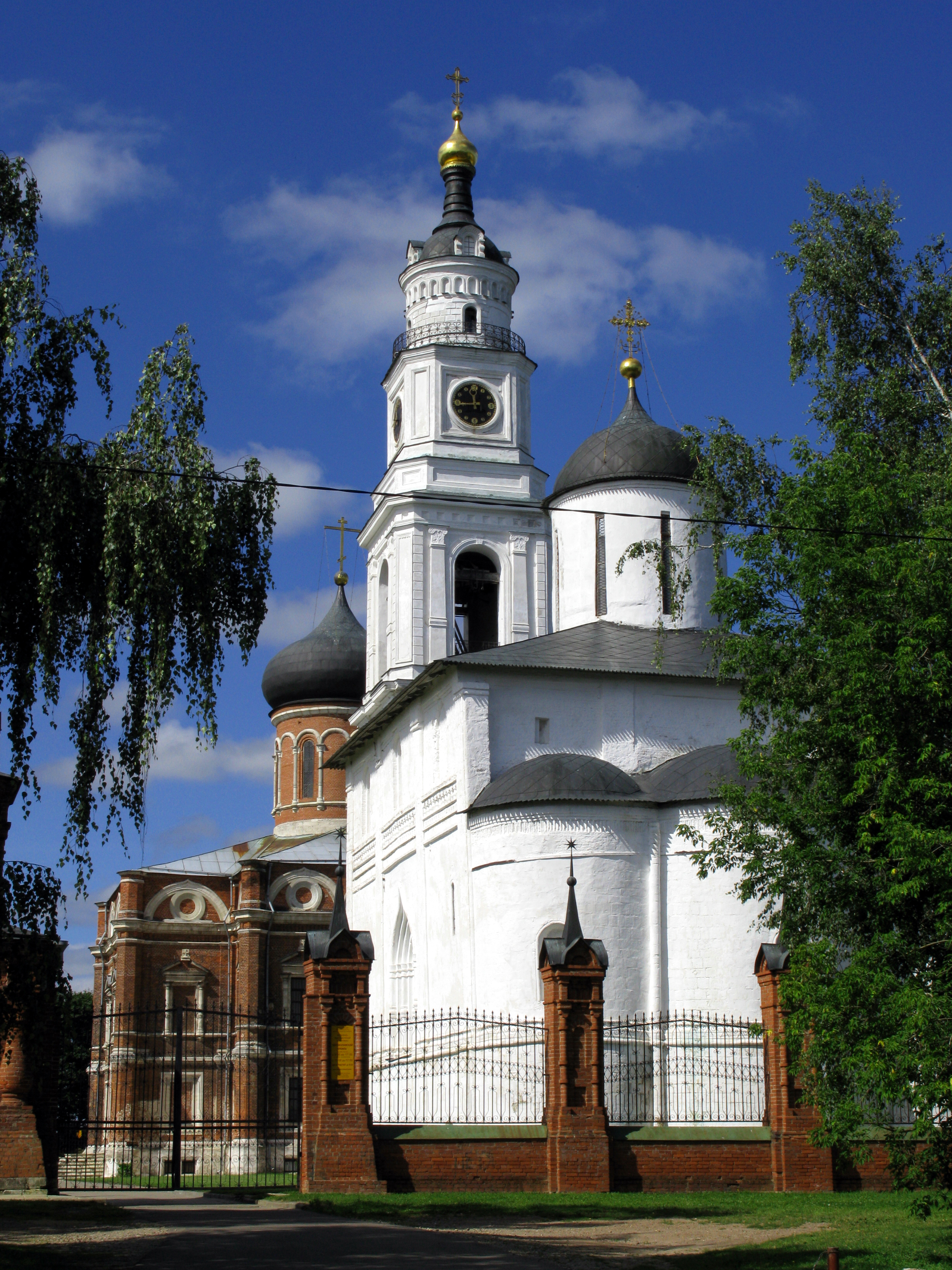
Воскресенский собор